# Abdullah Jamin
Abdullah Jamin (ur. 21 maja 1959 w Male) – malediwski polityk, prezydent Malediwów od 17 listopada 2013 do 17 listopada 2018.

## Życiorys
Jamin urodził się w stolicy Malediwów – Male. Jego ojciec Abdul Gajum był prokuratorem generalnym, z kolei starszy brat, Maumun ̓Abdul Gajum, piastował jako autokrata urząd prezydenta Malediwów w latach 1978–2008. Jamin ukończył szkołę podstawową i średnią w Majeedhiya School w Male. Po ukończeniu wyższej szkoły średniej, Yamin wyjechał na studia wyższe do Bejrutu w Libanie, gdzie uzyskał tytuł licencjata w Business Administration na Uniwersytecie Amerykańskim. Jamin ukończył także studia podyplomowe w zakresie polityki publicznej w Claremont Graduate University w Kalifornii.
Po powrocie do kraju zarządzał państwowym przedsiębiorstwem STELCO, zajmującym się elektrycznością. Od 1993 był deputowanym malediwskiego parlamentu. W 2013 wygrał wybory prezydenckie, pokonując w II turze z 16 listopada 2013, byłego prezydenta Mohameda Nasheeda, zostając tym samym szóstą głową państwa.
W grudniu 2022 roku został skazany na 11 lat więzienia za korupcję i pranie pieniędzy. W 2023 roku planował startować w wyborach prezydenckich, Sąd Najwyższy zdecydował jednak, że nie może zostać dopuszczony do kandydowania w związku z odbywaniem kary więzienia.